# Giovanni Volpi (arcivescovo)
Giovanni Volpi (Lucca, 27 gennaio 1860 – Roma, 19 giugno 1931) è stato un arcivescovo cattolico e saggista italiano, dichiarato servo di Dio.

## Biografia
Nacque a Lucca da ricca famiglia. Il nonno era il prof. Paolo Volpi, medico, botanico e direttore dell'orto botanico dell'Università di Lucca. Entrò nel seminario arcivescovile di San Martino e, già prima di essere ordinato sacerdote, ebbe l'opportunità di insegnare, come seminarista esterno, la dottrina cristiana nella scuola serale dei Santi Maurizio e Lazzaro, collocata nella parrocchia di San Frediano. Celebrò la sua prima messa nella chiesa di Santa Maria della Rosa il 4 giugno 1882.
Fu incaricato dell'insegnamento di storia ecclesiastica nel seminario decanale di San Michele in Foro; venne poi nominato segretario arcivescovile, poi segretario della congregazione sinodale e quindi esaminatore sinodale. Svolse anche la funzione di segretario della sacra visita, accompagnando l'arcivescovo nelle visite apostoliche. Fondò la scuola degli artigianelli nella città di Lucca.
Il papa Leone XIII lo elesse decano di San Michele in Foro all'età di 34 anni. La carica di decano conferiva il diritto di tenere pontificali e di nominare titolari delle quattro parrocchie lucchesi soggette al Decanato. La giurisdizione decanale comprendeva anche un seminario su cui l'arcivescovo di Lucca aveva giurisdizione ridotta e parziale. Il decano era inoltre protonotario apostolico.
Il 29 luglio 1897 fu eletto vescovo titolare di Dionisiade e cominciò a svolgere la funzione di vescovo ausiliare dell'allora arcivescovo di Lucca, monsignor Nicola Ghilardi, vecchio ed infermo.
Fu anche confessore della beata Elena Guerra e di Santa Gemma Galgani. Ebbe sulla donna varie perplessità ed esitazioni di giudizio e anche dopo aver ricevuto il parere negativo di alcuni medici cercò di mantenere un giudizio prudente. Solo in occasione dei processi di canonizzazione ammise di essere stato troppo dubbioso e dichiarò che la Galgani era "un'anima privilegiata".  Fu anche direttore spirituale di donne impegnate nella cultura come la traduttrice contessa  Carlotta Albergotti (che scrisse una sua biografia) e la scrittrice Adelaide Sardi.
Negli ultimi anni del suo ministero a Lucca il Volpi si espresse pubblicamente sulla corretta condotta politica dei cattolici. Un suo scritto del 1902, Ciò che ho detto sulla democrazia cristiana in occasione di alcune premiazioni, gli valse numerose critiche anche di parte cattolica.
Pio X lo nominò vescovo di Arezzo il 14 novembre 1904, e l'ingresso in diocesi avvenne nel settembre successivo. L'attività pastorale di mons. Volpi fu intensa ma creò vari contrasti sia nel mondo cattolico, per il suo modo di agire e per la sua opera contro il Modernismo teologico, sia negli ambienti di ideologia laicista, anche a causa delle sue dure prese di posizione contro la massoneria. Durante la prima guerra mondiale in alcuni ambienti politici di Arezzo Volpi venne anche definito come un austriacante. Nel 1917 Benedetto XV inviò nella diocesi un amministratore apostolico e nell'aprile del 1919 lo rimosse dalla diocesi.
Pio XI lo elevò ad arcivescovo titolare di Antiochia di Pisidia nominandolo anche canonico di Santa Maria Maggiore a Roma.
Morì a Roma nel 1931. 
Nel 1941, per iniziativa dei padri domenicani e di fedeli e sacerdoti della diocesi di Arezzo, si aprì il processo di beatificazione. A conclusione della prima fase di beatificazione, fu proclamato servo di Dio. La beatificazione non è stata poi proseguita.
Sepolto originariamente nell'oratorio degli Angeli Custodi, nel 2000 le sue spoglie sono state traslate nel santuario di Santa Gemma Galgani in Lucca.

## Archivio
L'archivio Giovanni Volpi conservato presso il Palazzo vescovile di Arezzo durante l’episcopato dello stesso,  venne trasferito a Lucca nel 1918 ed affidato al sacerdote don Angelo Gragnani, che dopo la morte di Giovanni Volpi, lo depositò presso l’Archivio del Capitolo della cattedrale di Lucca. Nel 1933 il fondo fu riconsegnato alla curia vescovile di Arezzo, dove è tuttora conservato. Un’ampia raccolta di scritti e documenti di Giovanni Volpi, in originale o in copia, è conservata presso la Cancelleria della Sacra Congregazione per le Cause dei Santi della Città del Vaticano in relazione al processo di canonizzazione di Giovanni Volpi, avviato nel 1950.

## Opere
- Matteo Civitali artista del rinascimento cristiano, ed. Baroni, Lucca 1893.[11]
- Per la prima comunione del giovinetto conte Carlo Sardi, ed. Giusti, Lucca 1896.[11]
- Ciò che ho detto Sulla democrazia cristiana in occasione di alcune premiazioni, Tip. Lib. e Cart. Baroni, Lucca 1902.[11]
- Una parola sull'elemosina, Tip. lib. e cart. Baroni, Lucca, anno 1904.[11]
- Il risveglio cattolico. Numero speciale in onore di s. e. rev.ma mons. Giovanni Volpi, vescovo di Arezzo, Il Risveglio Cattolico, Arezzo 1905.[11]
- La comunione frequente e quotidiana: al venerabile clero ed al popolo della Città e Diocesi di Arezzo, per la Quaresima del millenovecentonove, ed. Bellotti, Arezzo 1909.[11]
- Il S. Cuore di Gesù e le sue promesse: al venerabile clero ed al popolo della Città e Diocesi di Arezzo per la Quaresima del Millenovecentododici, ed. Bellotti, Arezzo 1912.[11]
- Maria nostra gloria e nostro conforto: al venerabile clero ed al popolo della Città e Diocesi di Arezzo per la Quaresima del Millenovecentotredici e indizione della terza visita pastorale, ed. Bellotti,1913.[11]
- Colla Chiesa e col Papa: al venerabile clero ed al popolo della città e diocesi di Arezzo per la S. Quaresima del Millenovecentosedici, ed. Beucci, Arezzo  1916.[11]
- Io regnerò, ed. Beucci, Arezzo, anno 1917.[11]

## Biografie
- M.A. Conforti (pseud. di Carlotta Albergotti), Un vescovo santo: Mons. Giovanni Volpi, Berruti, Torino 1936.

## Genealogia episcopale e successione apostolica
La genealogia episcopale è:
- Cardinale Scipione Rebiba
- Cardinale Giulio Antonio Santori
- Cardinale Girolamo Bernerio, O.P.
- Arcivescovo Galeazzo Sanvitale
- Cardinale Ludovico Ludovisi
- Cardinale Luigi Caetani
- Cardinale Ulderico Carpegna
- Cardinale Paluzzo Paluzzi Altieri degli Albertoni
- Papa Benedetto XIII
- Papa Benedetto XIV
- Papa Clemente XIII
- Cardinale Marcantonio Colonna
- Cardinale Giacinto Sigismondo Gerdil, B.
- Cardinale Giulio Maria della Somaglia
- Cardinale Carlo Odescalchi, S.I.
- Cardinale Costantino Patrizi Naro
- Arcivescovo Paolo Micallef, O.S.A.
- Arcivescovo Nicola Ghilardi
- Vescovo Giovanni Volpi

La successione apostolica è:
- Arcivescovo Francesco Moretti (1905)